# 新街镇 (泰兴市)
新街镇，是中华人民共和国江苏省泰州市泰兴市下辖的一个乡镇级行政单位。

## 行政区划
新街镇下辖以下地区：
鞠山村、梅家庄村、野肖村、张吉村、孔叶村、河西村、东河村、白马村、车马庄村、杏陆村、严家堡村、南新街村、金干村、管凤村、顾庄寺村、霍庄村、东申村、杨芮村、夏徐村、倪浒村、钱南村、新街村、吴岱村、梧桐村、李荡村、谢荡村、叶利村和宋福村。